# Sonorama 2021
Sonorama 2021, o Sonorama Ribera 2021, fue la XXIIIª edición del Festival Sonorama, llevada a cabo en la ciudad de Aranda de Duero (Provincia de Burgos, España), a mediados de agosto de 2021, y organizada por la Asociación Cultural, y sin ánimo de lucro, "Art de Troya". Debido a las restricciones por la Pandemia de COVID-19, la edición de 2021 del festival tuvo una asistencia limitada a 5.000 personas, ya que tanto el aforo, como el número de escenarios y de actuaciones se redujo con respecto a ediciones anteriores. 
- Lugar: Recinto Ferial.
- Fecha: 12-14 de agosto de 2021.
- Características: Entre los artistas que actuaron destacan:[2]

| Jueves: - Estereobrothers - We Are Not Dj´s - Cala Vento - El Kanka - Los Zigarros - Nach - Sidonie - Viva Suecia | Viernes: - Ley Dj - Amaral - Anni B. Sweet - Arde Bogotá - Delaporte - Derby Motoreta’s Burrito Kachimba - León Benavente - María de Juan - Queralt Lahoz | Sábado: - We Are Not Dj´s - Amable Dj - Comandante Twin - Ginebras - Jack Bisonte - La Habitación Roja - La La Love You - Lucia Tacheti - Varry Brava - Vetusta Morla |